# 伊藤賢一 (社会学者)
伊藤 賢一（いとう けんいち、1965年8月 - ）は、日本の社会学者。群馬大学社会情報学部教授。専門は社会学。山形県新庄市出身。

## 来歴
- 1965年8月　山形県新庄市に生まれる
- 1988年3月　東京大学文学部社会学専修課程卒業卒業
- 1991年3月　東京大学大学院社会学研究科修士課程修了
- 1997年3月　東京大学大学院人文社会系研究科博士課程満期退学
- 1997年4月　信州大学人文学部助手兼国立松本病院附属看護学校非常勤講師
- 2000年4月　学習院大学非常勤講師
- 2001年3月　東京大学大学院人文社会系研究科社会文化研究専攻博士課程修了
- 2001年4月　群馬大学社会情報学部講師
- 2003年4月　群馬大学社会情報学部助教授
- 2007年4月　群馬大学社会情報学部情報行動学科准教授
- 2013年4月　群馬大学社会情報学部情報行動学科教授

## 人物
趣味は油彩画、料理、お菓子作り、編物、「カスピ海ヨーグルト」の培養、スイミング。

## 専門分野
社会学
- ハーバマスを中心とした社会理論・規範理論の探究
- 青少年のインターネット利用問題

## 研究テーマ
- ハーバマスを中心としたフランクフルト学派の社会理論に関する学説研究
- 情報社会における公共圏を作りだす可能性に関する研究
- 社会の個人化・私化を促すメカニズムに関する理論的探究

## 著書・論文

### 著書
- 米村千代・数土直紀（編）『社会学を問う ― 規範・理論・実証の緊張関係』（第3章担当、勁草書房、2012年）
- 豊泉周治・鈴木宗徳・伊藤賢一・出口剛司著『〈私〉をひらく社会学 ― 若者のための社会学入門（シリーズ 大学生の学びをつくる）』（5章・9章・11章担当、大月書店、2014年）
- 西垣通，伊藤守（編）『よくわかる社会情報学（やわらかアカデミズム・〈わかる〉シリーズ）』（VI章8担当、ミネルヴァ書房、2015年）

### 翻訳
- スチュアート・シム（編）『ポストモダニズムとは何か』（共訳、松柏社、2002年）
- スチュアート・シム（編）『現代文学・文化理論家事典』（共訳、松柏社、1999年）

## 所属学会
- 日本社会学史学会
- 日本社会学会
- 関東社会学会
- 社会情報学会
- 日本社会学理論学会